# ديفيد دان
ديفيد دان (بالإنجليزية: David Dunn)‏، من مواليد 27 ديسمبر 1979 في غريت هاروود في إنجلترا، لاعب كرة قدم إنجليزي.
بدأ مسيرته الكروية مع نادي بلاكبيرن روفرز في عام 1997، ولعب معهم حتى عام 2003، وشارك معهم في 135 مباراة وسجل 30 هدف، وفي عام 2003 انتقل إلى نادي برمنغهام سيتي، ولعب معهم حتى عام 2007، وشارك معهم في 58 مباراة وسجل 7 أهداف، ومنذ عام 2007 وهو يلعب مع نادي بلاكبيرن روفرز.

## مسيرته الكروية
لعب ديفيد دان خلال مسيرته الاحترافية مع 3 أندية في تسعة عشر موسمًا وسجل خلالها 57 هدفًا ضمن 382 مباراة. ولم يفز بأي موسم بالكأس أو بالدوري.
خاض ديفيد دان مسيرته مع نادي بلاكبيرن روفرز في موسم 1998–99 في المرة الأولى ليلعب معه خمسة مواسم ثم في موسم 2006–07 ليلعب معه تسعة مواسم، مشاركًا طوالها في 316 مباراة سجل خلالها 50 هدف. ثم انتقل إلى نادي برمنغهام سيتي في موسم 2003–04 ليلعب معه أربعة مواسم، حيث شارك في 58 مباراة سجل خلالها 7 أهداف. لينتقل بعدها إلى نادي أولدهام أثلتيك في موسم 2015–16 لمدة موسم واحد، مشاركًا في 8 مباريات ولم يسجل أي هدف.

## روابط خارجية
- ديفيد دان على موقع قاعدة بيانات كرة القدم.إي يو (الإنجليزية)
- ديفيد دان على موقع ناشيونال فوتبول تيمز (الإنجليزية)
- ديفيد دان على موقع Soccerbase.com (لاعب) (الإنجليزية)
- ديفيد دان على موقع Soccerbase.com (مدرب) (الإنجليزية)
- ديفيد دان على موقع Soccerway.com (الإنجليزية)
- ديفيد دان على موقع عالم كرة القدم.نت (الإنجليزية)
- ديفيد دان على موقع كووورة